# Криптофиты
Криптофиты (сокр. Cr, от др.-греч. κρυπτόν — тайна, и φῠτόν — растение) — одна из пяти основных типов жизненных форм растений по классификации Раункиера.
Криптофиты определяются тем, что их почки возобновления на подземных органах либо окончания побегов, предназначенные для перенесения неблагоприятного периода, расположены в почве или на дне водоёма. Возможна дальнейшая классификация на 3 или 4 подтипа: скрытые в почве геофиты (корневищные, клубневые, луковичные, корневые геофиты) и гелофиты или под водой — гидрофиты и гидатофиты.

## Примеры
Криптофиты — многолетние травы с отмирающими надземными частями, такие как ландыш, адонис амурский, астрагал понтийский, солонечник обыкновенный, ирис безлистный, хохлатки расставленная и сомнительная, василистники, венечник ветвистый, ветровочники, луки, тюльпаны, лилии, калужница, такла, белокрыльник.